# رمز تعريفي
الرمز التعريفي في الأوساط الفلكية أو الرمز الدلالي الدولي (بالإنجليزية: International Designator أو COSPAR ID  أو  NSSDC ID)‏ هو رمز يتمّ الاتفاق عليه دولياً بين أوساط علم الفلك كهوية تعريفية للمكوكات والتلسكوبات والمحطات الفضائية والأقمار الصناعية. ويتضمن الرمز التعريفي سنة إطلاق الجسم الفضائي ورموز أخرى، فعلى سبيل المثال: 1986-017A هو الرمز التعريفي لمحطة مير الفضائية، و 1990-037B هو الرمز التعريفي لتلسكوب الفضاء هابل.